# Kanjozoku

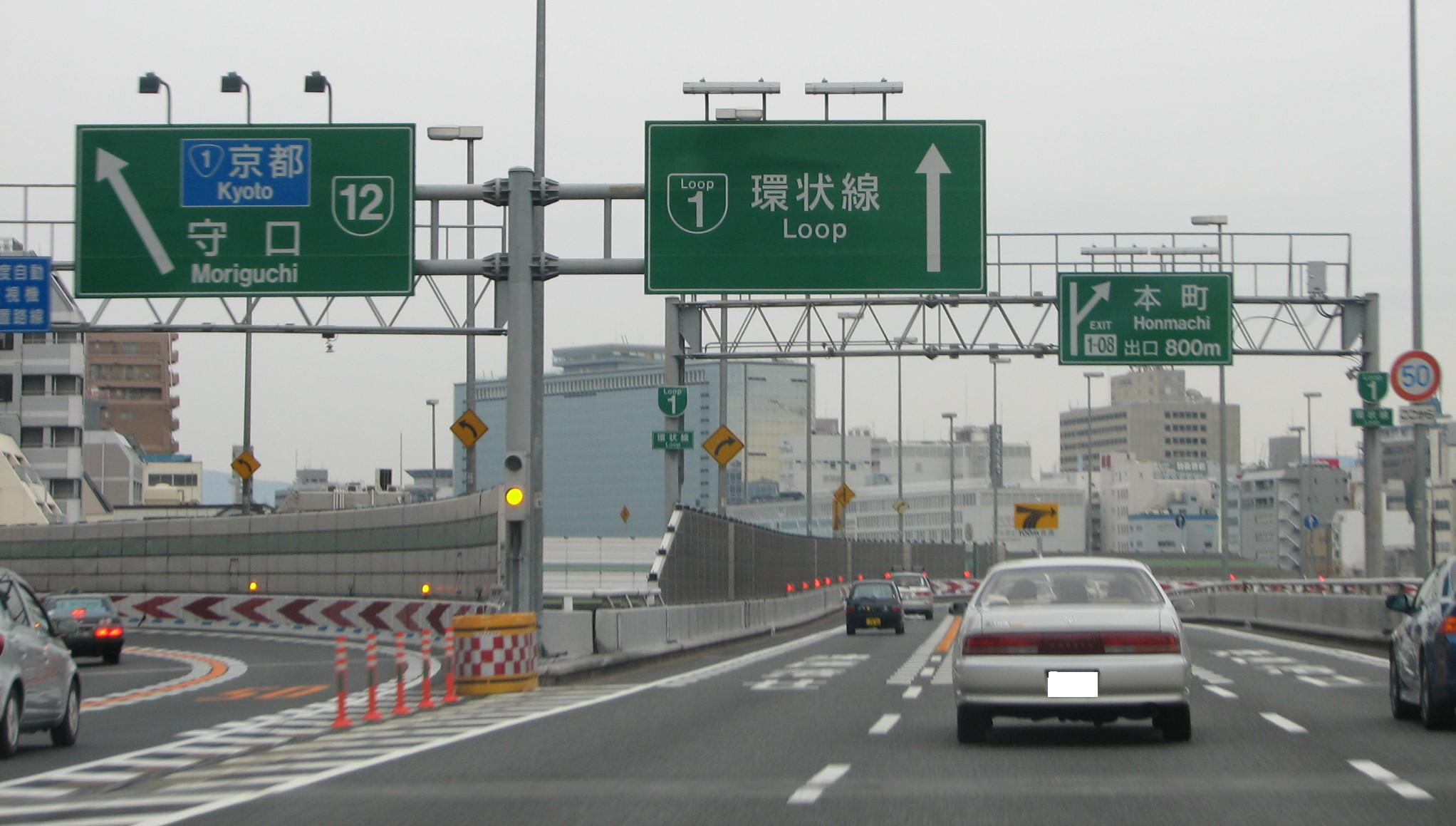
Hanshin Expressway Route 1 Loop Line vid Watanabebashi

Kanjozoku (japanska: 環状族?, Kanjōzoku) är benämningen på de personer som ägnar sig åt streetracing på den enkelriktade motorvägen Hanshin Expressway Route 1 Loop Line (阪神高速1号環状線), även känd som Kanjo Loop (環状ループ), som går i en loop genom centrala Osaka i Japan. Vägsträckan har varit en legendarisk plats för illegala nattliga street races sedan 1980-talet och är känd för sin smala layout, skarpa kurvor och höga fartgränser.

## Historia och bakgrund
Under 1980- och 1990-talet, när Japans tuningkultur blomstrade, började lokala street racers, kända som kanjozoku (環状族), att använda Kanjo-loopen som sin personliga racerbana. Dessa förare, ofta körandes kraftigt modifierade Honda Civics, tävlade i höga hastigheter runt motorvägen, ofta i formationer för att undvika polisens ingripande.
Till skillnad från andra street racing-scener i Japan, såsom Wangan-racingen på Bayshore Route i Tokyo eller driftkulturen i Hakone och Gunma, fokuserade kanjozoku på teknisk körning snarare än rå kraft. Deras tävlingar krävde skicklighet i att hantera trånga kurvor, snabba filbyten och att navigera genom vanlig trafik utan att bli upptäckta av polisen.

## Bilar och modifieringar

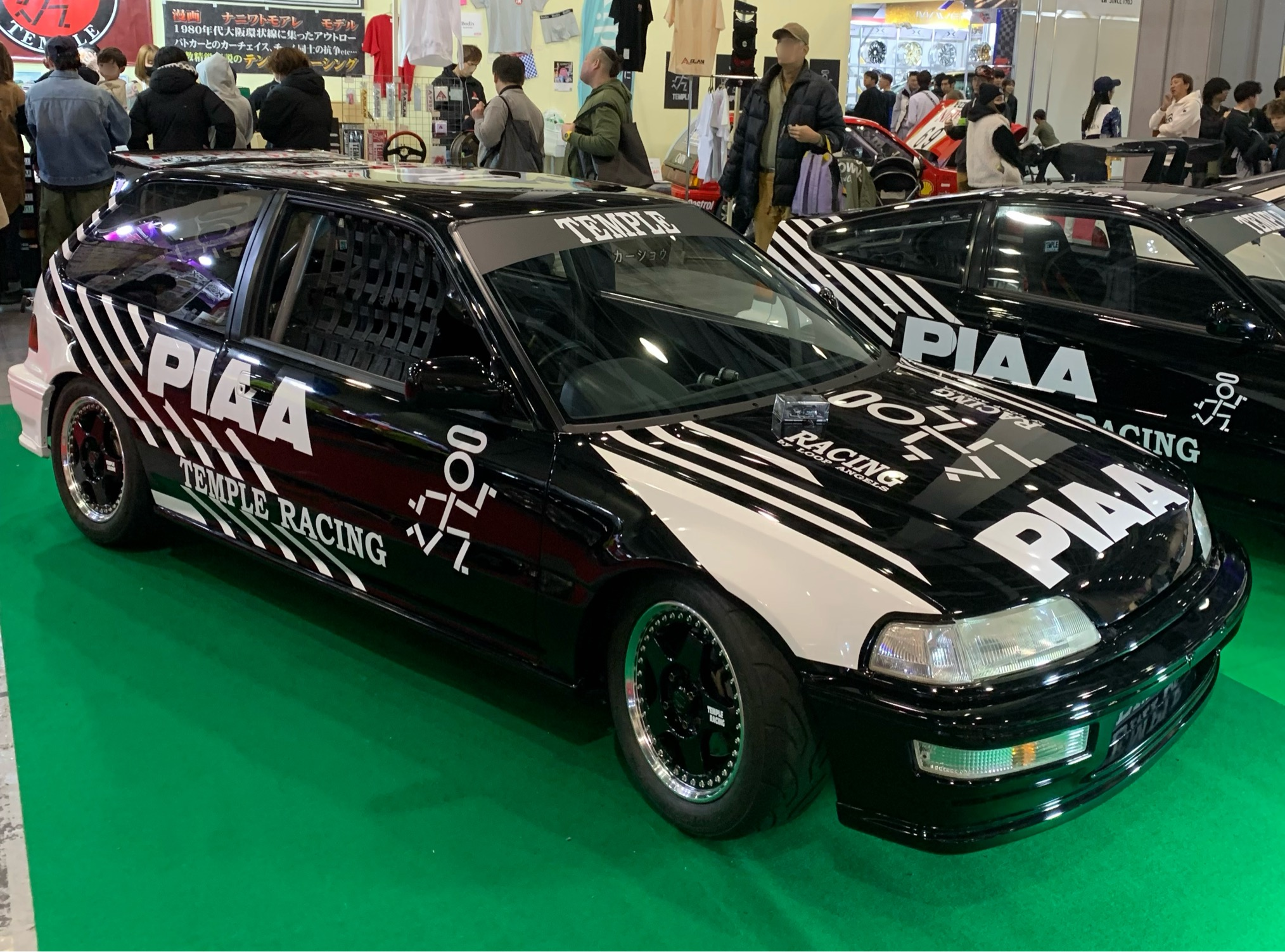
Kanjo Civic Ef

Den mest ikoniska bilen i Kanjo-loopen är Honda Civic, särskilt modeller från Honda Civic (EF), Honda Civic (EG) och Honda Civic (EK). Dessa bilar valdes för sin lätta vikt, höga varvtalskapacitet och smidiga chassi, vilket gjorde dem perfekta för den tekniska körningen som krävdes på Kanjo.
Vanliga modifieringar inkluderade:
Honda B-serie eller Honda K-serie-swap för att öka effekten.
ITB (Individual Throttle Bodies) för snabbare gasrespons.
Raka avgassystem (straight pipe ストレートパイプ) för maximal prestanda och ljud.
Burinstallation för att öka säkerheten vid höghastighetskörning.
Unika målningar och dekaler inspirerade av racingteam, ofta med masker och kamouflagemönster för att dölja förare från polisens övervakningskameror.

## Kanjozoku och deras filosofi
Kanjozoku har en strikt underground-mentalitet och är kända för sin hemlighetsfulla livsstil. De följer en "run or die"-attityd, vilket betyder att de aldrig stannar om polisen försöker stoppa dem – istället flyr de genom de smala avfarterna och den komplexa vägstrukturen i Osaka. Många av dem ser sitt körande som en konstform snarare än bara ett lagbrott.
Filosofin påminner mycket om den gamla bosozoku-kulturen, där motorcykelgäng körde på liknande sätt under 1970- och 1980-talet. Men till skillnad från bosozoku, som ofta var högljudda och utmanade myndigheterna direkt, försöker kanjozoku hålla en låg profil, bortsett från deras extremt stiliserade bilar.

## Polisinsatser och risker
Eftersom Kanjo-loopen ligger mitt i centrala Osaka har den varit föremål för polisens insatser under årtionden. Osakas prefekturpolis (大阪府警察) har försökt stoppa gatuåkandet genom ökade patrulleringar, övervakningskameror och taktiker som att blockera vissa avfarter för att fånga in förare. Trots detta fortsätter kanjozoku att hitta nya sätt att undvika polisen, inklusive att använda falska registreringsskyltar och kommunicera via krypterade chattar.
Riskerna med att köra på Kanjo-loopen är extremt höga. Förutom risken att bli arresterad, innebär den trånga motorvägen stor fara för både förare och oskyldiga trafikanter. Det finns flera kända incidenter där förare kraschat i höga hastigheter, ibland med tragiska konsekvenser.

## Kulturell påverkan och arv
Trots polisens ansträngningar har Kanjo-loopen blivit en del av japansk street racing-mytologi. Många moderna bilentusiaster ser kanjozoku som en av de sista sanna underground-racingkulturerna, jämförbara med de tidiga dagarna av Wangan och Touge-racing. Kanjo-stilen har också påverkat bilscenen internationellt, särskilt genom bilspel som Forza Motorsport och Need for Speed, där underground-racing med JDM-bilar är en central del av spelet.
Idag lever Kanjo-loopen vidare, om än i en mindre skala än under sin storhetstid. Vissa förare har lämnat de illegala loppen bakom sig men fortsätter att bygga bilar i den ikoniska Kanjo-stilen, med högt varvande motorer, lätta chassin och aggressiva dekaler.